# Д’Анджело, Эмили
Эмили д’Анджело (англ. Emily D’Angelo; род. 23 сентября 1994, Торонто) — канадская оперная певица, меццо-сопрано. Получила известность за исполнение произведений Моцарта, Генделя и Россини. Лауреат международных вокальных конкурсов, обладательница премии Леонарда Бернштейна (музыкальный фестиваль Шлезвиг-Гольштейна, 2019) и премии «Джуно» за лучший сольный классический альбом (2022, enargeia).

## Биография
Родилась в 1994 году в Торонто. Родители и бабушка-пианистка с детства развивали в девочке любовь к пению, искусство которого она осваивала в Торонтском детском хоре. В средней школе училась также игре на виолончели. После школы поступила в Торонтский университет, который окончила со степенью бакалавра музыки. В 2014 и 2015 годах благодаря полученной стипендии продолжала обучение в Институте Равинии Стинс, где развивала свои способности как сольной концертной исполнительницы.
После окончания университета присоединилась к труппе Канадской оперной компании. С 2017 года — член программы Метрополитен-оперы по развитию молодых исполнителей. На фестивале Глиммергласс в том же году выступила с партией Розины в «Севильском цирюльнике» Россини (постановка Франчески Замбелло). Дебютировала на сцене Метрополитен-оперы в 2018 году и в том же году завоевала международную известность, став первой в истории победительницей конкурса «Опералия» во всех четырёх возможных категориях. На следующий год стала первой вокалисткой, удостоенной премии Леонарда Бернштейна на музыкальном фестивале Шлезвига-Гольдштейна. В 2021 году дебютировала на Мюнхенском оперном фестивале с партией Идаманта в «Идоменее».
Несмотря на широкий репертуар, особую известность приобрела как исполнительница партий в операх Моцарта, первой из которых стала роль Керубино в «Свадьбе Фигаро» в 2016 году. Помимо Метрополитен-оперы, пела в театре «Ла Скала» (Дорабелла, «Так поступают все женщины»), Королевском театре Ковент-Гарден (Секст, «Милосердие Тита»), Цюрихской опере (Оттавия, «Коронация Поппеи» Монтеверди) и Парижской опере (Зибель, «Фауст» Гуно). Выступает с Лос-Анджелесским филармоническим и Торонтским симфоническим оркестром. В исполнении д’Анджело состоялась мировая премьера песенного цикла Аны Соколович. С Торонтским симфоническим оркестром записала «Серенаду музыке» Воана-Уильямса. Эта запись в 2019 году была номинирована на «Грэмми» и завоевала премию «Джуно» как лучший классический альбом в исполнении большого ансамбля. В 2021 году записала с лейблом Deutsche Grammophon дебютный сольный альбом enargeia, в который вошли произведения современных женщин-композиторов Мисси Маццоли, Сары Керкланд Снайдер и Хильдур Гуднадоуттир.

## Награды и звания
- 2015 — победительница конкурса Канадской оперной компании
- 2016 — победительница конкурса Американской национальной оперной ассоциации
- 2017 — победительница премии Килико на конкурсе Канадской оперной компании
- 2017 — победительница международного вокального конкурса им. Герды Лисснер
- 2017 — победительница международного конкурса оперы барокко им. Чести (Инсбрук)
- 2018 — первая абсолютная победительница конкурса Пласидо Доминго «Опералия[англ.]» (Лиссабон, 4 категории)
- 2019 — первая вокалистка — лауреат премии Леонарда Бернштейна на музыкальном фестивале Шлезвига-Гольдштейна
- 2022 — премия «Джуно» за лучший сольный классический альбом года[5]